# ابوحفص سغدی
ابوحَفص حکیم پسر احوص سُغدی موسیقی‌دان و شاعر پارسی‌گوی سغدی پایان سده سوم و آغاز سده چهارم است. او از پیشگامان ادب پس از اسلام و نخستین سرایندگان شعر پارسی بود و اختراعِ سازِ شهرود نیز از او است. ابوحفص سغدی فرهنگ واژه‌ای نیز نوشته بود، که امروزه از میان رفته‌است.

## آثار
ابوحفص را نخستین شاعر پارسی‌گوی دانسته‌اند، ولی با توجه به این که تذکره‌ها و کتاب‌های تاریخ از شاعران دیگری نام برده‌اند، که پیش از او می‌زیسته‌اند، بعید می‌نماید، که او نخستین سرایندهٔ شعر دری باشد. برخی فرهنگ‌نویسان، چون نویسنده فرهنگ جهانگیری، او را با ابوحفص دیگری که فرهنگ‌نویس بوده‌است، اشتباه گرفته‌اند.
او را سراینده نخسین شعر پارسی در اوزان عرب* در حدود سال ۳۰۰ هـ. ق با شعر آهوی کوهیدانسته‌اند. این شعر از سوی صاحبنظران مختلف مورد بحث و بررسی قرار گرفته‌است.
در سده یازدهم برخی از فرهنگ‌نویسان معروف از واژه‌نامه‌ای منسوب به ابوحفص استفاده کرده و از آن با نام‌های «فرهنگ ابوحفض»، «رساله ابوحفص» و «نسخه ابوحفض» یاد کرده‌اند، که باید این ابوحفض را شخص دیگری و زمان او را پس از سده پنجم دانست.